# Karl Sapper
Karl Theodor Sapper (6 de febrero de 1866 - 29 de marzo de 1945) fue un geógrafo, vulcanólogo y etnólogo alemán quien, a finales del siglo XIX, realizó un recorrido e importantes investigaciones geológicas, arqueológicas y lingüísticas, en Mesoamérica. La contribución de Sapper al estudio de las lenguas mayenses, a partir de su viaje y sus publicaciones de 1912, establece que las regiones de los altos de Chiapas y de Guatemala, particularmente la denominada sierra de los Cuchumatanes, fueron el punto de partida desde el que, tanto las lenguas como las etnias mayas, se diversificaron.

## Datos biográficos
Nacido en Wittislingen, Baviera, falleció a los 79 años de edad en Garmisch-Partenkirchen en la misma región alemana.
Durante los años finales del siglo XIX, entre 1892 y 1896 realizó un extenso recorrido científico en México, en Guatemala y en Honduras. Este viaje le permitió escribir un buen número de tratados sobre la geología de la región mesoamericana y también sobre varias etnias naturales de los lugares que visitó, muy especialmente de las mayenses. Contribuyó a dar solidez a la hipótesis de que fue en la región de los Cuchumatanes donde estuvo el origen primigenio de la lengua y de la civilización maya.
Publicó numerosos artículos científicos sobre geología, arqueología y lingüística.
Gracias a su trabajo, fue fundado el Museo de Paleontología y Arqueología de Estanzuela en el municipio de Estanzuela, Zacapa.

## Obra
Entre otros, Sapper escribió:
- Sobre la geografía física y la geología de la península de Yucatán, 1896 (traducido y publicado en la Enciclopedia Yucatanense)
- Das nordliche Mittel-Amerika. Nebst einem Ausflug nach dem Hochlandvon Anahuac-reisen und Studien aus den Jahren 1888-1895. Braunschweig (1897)
- Die Ansiedelung von Europäern in den Tropen / Teil 2. Mittelamerika, Kleine Antillen, Niederländisch-West- und Ostindien, Unveränd. Nachdr. der Ausg. München und Leipzig, Duncker & Humblot, 1912 Vorhanden in Leipzig Vorhanden in Frankfurt
- México; Land, Folk and Wirtschaft, 1928
- The Verapaz in the sixteenth and seventeenth centuries. Los Ángeles : Institute of Archaeology, University of California, 1935
- Beiträge zur Kenntnis der Besitzergreifung Amerikas und zur Entwicklung der altamerikanischen Landwirtschaft durch die Indianer

Hamburg : Friederichsen, de Gruyter & Co., 1938 	
- Mittelamerika. Heidelberg : Carl Winter, 1937